# 张弘谋
张弘谋（1924年—），男，汉族，直隶（今河北）保定人，中华人民共和国政治人物。曾任四川省重庆市政协副主席。第七、八届全国政协委员。